# Parafia Narodzenia Najświętszej Maryi Panny w Grzymiszewie
Parafia Narodzenia Najświętszej Maryi Panny w Grzymiszewie – rzymskokatolicka parafia położona we wsi Grzymiszew. Administracyjnie należy do diecezji włocławskiej (dekanat tuliszkowski).
Odpust parafialny odbywa się w Święto Narodzenia Najświętszej Maryi Panny.
Proboszcz
- ks. mgr Juliusz Grzeszczak